# 小傢伙 (2018年電影)
《小傢伙》（俄語：Айка）是一部2018年俄羅斯及哈薩克合拍的劇情片，由謝爾蓋·德沃爾采沃伊執導和監製。入選第71屆坎城影展官方競賽單元，最終該片獲得最佳女演員獎。

## 演員
- 莎瑪·葉斯利亞莫娃（英语：Samal Yeslyamova） 飾演 Ayka
- Polina Severnaya 飾演 醫院管理人員
- Andrey Kolyadov 飾演 Victor

## 榮譽
| 類別         | 典禮日期       | 獎項         | 獲獎與入圍者        | 結果 | 參考資料 |
| ------------ | -------------- | ------------ | ------------------- | ---- | -------- |
| 戛纳电影节   | 第71屆坎城影展 | 金棕榈奖     | 謝爾蓋·德沃爾采沃伊 | 提名 | [ 4 ]    |
| 戛纳电影节   | 第71屆坎城影展 | Best Actress | 莎瑪·葉斯利亞莫娃   | 獲獎 | [ 5 ]    |
| 亞洲電影大獎 | 2019年3月17日  | 最佳女演員獎 | 莎瑪·葉斯利亞莫娃   | 獲獎 | [ 6 ]    |

## 外部連結
- 豆瓣电影上《小傢伙》的資料 （简体中文）
- 開眼電影網上《小傢伙》的資料（繁體中文）
- 互联网电影数据库（IMDb）上《小傢伙》的资料（英文）